# Voinémont
Voinémont – miejscowość i gmina we Francji, w regionie Grand Est, w departamencie Meurthe i Mozela.
Według danych na rok 1990 gminę zamieszkiwało 269 osób, a gęstość zaludnienia wynosiła 65 osób/km² (wśród 2335 gmin Lotaryngii Voinémont plasuje się na 779. miejscu pod względem liczby ludności, natomiast pod względem powierzchni na miejscu 1085.).